# Kooskia
Kooskia és una ciutat dels Estats Units a l'estat d'Idaho. Segons el cens del 2000 tenia 675 habitants.

## Demografia
Segons el cens del 2000, Kooskia tenia 675 habitants, 278 habitatges, i 179 famílies. La densitat de població era de 401 habitants/km².
Dels 278 habitatges en un 30,2% hi vivien nens de menys de 18 anys, en un 47,5% hi vivien parelles casades, en un 11,5% dones solteres, i en un 35,3% no eren unitats familiars. En el 33,1% dels habitatges hi vivien persones soles el 20,9% de les quals corresponia a persones de 65 anys o més que vivien soles. El nombre mitjà de persones vivint en cada habitatge era de 2,34 i el nombre mitjà de persones que vivien en cada família era de 2,94.
Per edats la població es repartia de la següent manera: un 25,9% tenia menys de 18 anys, un 6,8% entre 18 i 24, un 25,3% entre 25 i 44, un 22,7% de 45 a 60 i un 19,3% 65 anys o més.
L'edat mediana era de 40 anys. Per cada 100 dones de 18 o més anys hi havia 91,6 homes.
La renda mediana per habitatge era de 20.491, $ i la renda mediana per família de 23.750 $. Els homes tenien una renda mediana de 31.875 $ mentre que les dones 12.500 $. La renda per capita de la població era d'11.196 $. Aproximadament el 25% de les famílies i el 25,6% de la població estaven per davall del llindar de pobresa.

## Poblacions més properes
El següent diagrama mostra les poblacions més properes.